# Inzai
Inzai è una città giapponese della prefettura di Chiba.